# Иванович, Михаило (футболист)
Миха́ило Ива́нович (серб. Михаило Ивановић; род. 29 ноября 2004, Нови-Сад) — сербский футболист, нападающий клуба «Миллуолл» и сборной Сербии.

## Клубная карьера
Иванович — воспитанник клубов «Крила Кражине» и «Воеводина». 22 мая 2022 года в матче против ТСЦ он дебютировал в сербской Суперлиге в составе последних. Летом 2022 года Иванович на правах аренды перешёл в итальянскую «Сампдорию». 4 июня 2023 года в матче против «Наполи» он дебютировал в итальянской Серии A.  